# Alexandre Reigada
Alexandre Reigada (n. Vila Pery, Moçambique, 1971), é um ativista, artista plástico, cronista, e poeta português.. Vive e trabalha em Lisboa.

## Biografia
Alexandre Reigada, nasceu em Vila Pery, Moçambique, em 1971, vive e trabalha em Lisboa. Estudou pintura na Sociedade Nacional de Belas Artes e tem estudos incompletos em História da Arte na Faculdade de Letras da Universidade de Lisboa. É licenciado em Gestão Comercial e Contabilidade, pela Universidade Fernando Pessoa. Entre 2005 e 2008, viveu em Berlim, na Alemanha, onde desenvolveu uma residência artística no Jugend und Kulturzentrum Kreuzberg e.V.  

#### Estilo

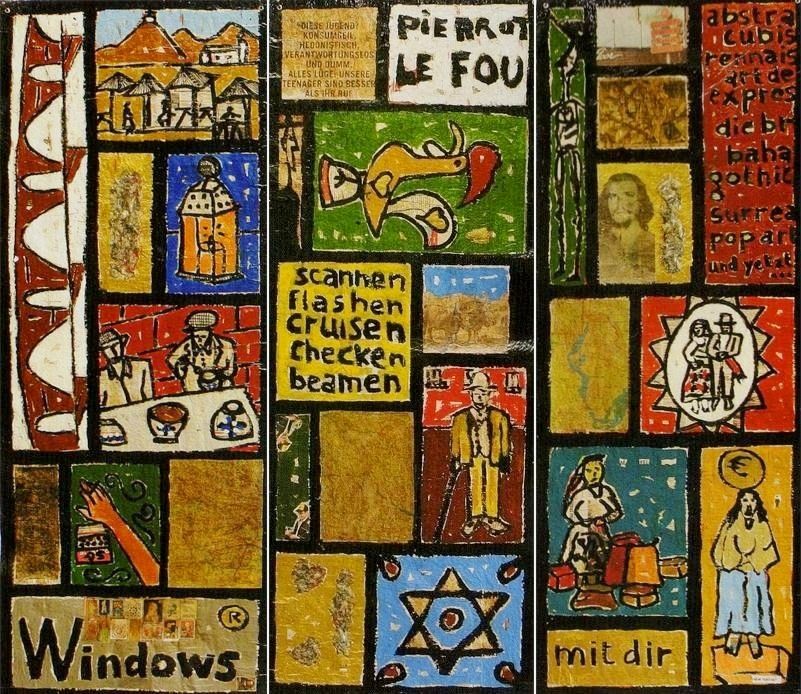
Alexandre Reigada, "WINDOWS", técnica mista, 180cmx160cm, 2005.

Artista multifacetado e independente, a sua obra contempla a poesia, a pintura, a instalação e o video. A primeira exposição individual de pintura data de 1990. O seu percurso artístico é intermitente, assinalado por longos períodos sem exposição pública  dos seus trabalhos. A mais recente exposição individual, intitulada "Theory of Everything" ocorreu em 2007, no  Museu Municipal de Coimbra. 
Artista referenciado no projecto Anamnese, da Fundação  Ilídio Pinho, Porto.

#### Exposições
Em Portugal, realizou cerca de uma centena de exposições individuais,tendo sido distinguido, em 2020, no “Concurso de Artes Plásticas de S. José” (1º Prémio), atribuído pela Câmara Municipal de Póvoa de Lanhoso, em 2019, no “III Concurso de Pintura “À Descoberta do Mestre” (2º Prémio), atribuído pela Câmara Municipal do Sardoal, e no “ I Prémio de Artes Bruxa d’Arruda” (1º Prémio), atribuído pela Câmara Municipal de Arruda dos Vinhos, em 2006, na "IV Bienal de Pintura Arte Jovem de Penafiel" (2º Prémio) , e em 2005, no  "I Prémio de Artes Plásticas Cidade do Funchal/Francisco Franco" (3º Prémio),. No estrangeiro, participou em exposições colectivas em Espanha e Itália.  Em Espanha, obteve distinções, em 2006, no "XIII Prémio de Pintura Las Palmas de Gran Canaria", e em 2007, no "VIII Certamen Andaluz de Pintura Contemporánea",  Seleccionado, em 2007, para o Prémio de Pintura Focus-Abengoa'07, em Sevilha.  Em Itália, foi finalista, no "Primo Premio ArteIngenua_Impatto Arte", no ano de 2010.
Integrou igualmente dezenas de exposições coletivas em Portugal, e entre outras, destacam-se, em 2020, o “Prémio de Artes Plásticas Henrique Silva”, na Casa da Cultura de Paredes, no ano de 2013, participou na exposição  "Passagens Contemporâneas”, no Museu Municipal de Coimbra/Edifício Chiado, e em 2017, no "XV ARTIS", na Casa Municipal de Cultura de Seia.
Na disciplina de video, destacam-se os trabalhos "Push Start Button", exibido na I Bienal do Montijo, "Floor 1000", exibido na sétima edição do Festival LOOP, em Barcelona,  "Screen Test", exibido no Fuso-Anual Internacional de Video Arte de Lisboa, "Power Control Unit", exibido na XV Bienal de Cerveira, e ""Der Film Noir", exibido no "7º Prémio Amadeo de Souza-Cardoso".
Mais recentemente, tem trabalhado em arte sonora, com destaque para a participação nas edições de 2012 e 2017, da Radiação, com organização da Rádio Universitária do Algarve e Associação de Arte Contemporânea - ARTADENTRO.
Em 1997, publicou, em edição de autor,  o "Manifesto do Verbalismo", e em 2003 o livro de contos "Margon e Mais Dez Histórias de Pasmar". Em 1998, foi incluído na "Colectânea de Autores Limianos", com edição da Câmara Municipal de Ponte de Lima. Cronista dos jornais Cardeal Saraiva, Semanário Alto Minho, e Jornal Agora!, foi distinguido, em 1997, com o "Prêmio de Crônica - A Restauração de 1640", atribuído pela Real Associação Portuguesa, em Viana do Castelo.

## Prêmios
- Prêmio de crônica em 1997, pela Real Associação Portuguesa, em Viana do Castelo.

## Catalogos
- XV ARTIS - Festival de Artes - Câmara Municipal de Seia, 2017.
- FUSO - Anual Internacional de Video Arte de Lisboa – DuplaCena/Museu Berardo, Lisboa, 2010.[6]
- 7º Prémio Amadeo de Souza-Cardoso – Museu Amadeo de Souza-Cardoso/Câmara Municipal de Amarante, 2009.
- ARTE INGENUA Prize 2008 – Fondazione Brescia Musei/ArteIngenua S.p.a, Brescia, Itália, 2008.
- XV Bienal Internacional de Arte de Vila Nova de Cerveira - Fundação Bienal de Cerveira,  2009.[7]
- Prémio de Pintura Focus-Abengoa 2009 – Fundación Focus-Abengoa, Sevilha, Espanha 2009
- VIII Certamen Andaluz de Pintura Contemporanea  - Ayuntamiento de Torremolinos/Asociación Española de Pintores y Escultores, Torremolinos, Espanha, 2007.[8]
- I Prémio de Artes Plásticas Francisco Franco - Câmara Municipal do Funchal, 2005.
- XIII Prémio de Pintura Ciudad de Las Palmas - Ayuntamiento de Las Palmas de Gran Canaria/Museo Néstor, Las Palmas, Espanha, 2006.
- IV Bienal de Pintura Arte Jovem – Câmara Municipal de Penafiel, 2006.
- “Verbal-Double Retrospective” – Câmara Municipal de Setúbal/Casa-Museu Bocage, Setúbal, 1999.